# موتور عيسی (دلغان)
موتور عيسی (بالإنجليزية: Mowtowr-e Isa, Dalgan)‏ هي منطقة سكنية تقع في سيستان وبلوتشستان في إيران.